# Madeleine Moreau
Marie-Madeleine Cécile Moreau, més coneguda com a Madeleine Moreau (francès: Mady Moreau)  (Hanoi, 1 de maig de 1928 - Chuelles, 10 de juny de 1995), fou una saltadora francesa que va competir durant les dècades de 1940 i 1950.
El 1948 va prendre part en els Jocs Olímpics d'Estiu de Londres, on fou setena en la prova del trampolí de 3 metres del programa de salts. Quatre anys més tard, als Jocs de Hèlsinki, guanyà la medalla de plata en la prova del trampolí de 3 metres, rere Patricia McCormick. Moreau és l'única esportista francesa en guanyar una medalla olímpica en les proves de salts.
En el seu palmarès també destaquen dues medalles d'or en la prova del trampolí de 3 metres al Campionat d'Europa de 1947 i 1950.